# 2009年12月英國

## 12月31日
- 《倫敦憲報》公佈2010年元旦授勳名單，其中，有份在電視劇集《星空奇遇記》和電影《變種特攻》演出的著名演員柏克·史釗域獲封爵士勳銜；一級方程式賽車選手詹森·巴頓獲MBE勳銜；巴頓所屬的法拉利車隊的技術總監羅斯·布朗亦獲OBE勳銜。BBC （页面存档备份，存于）、BBC （页面存档备份，存于）、元旦授勳名單 （页面存档备份，存于）
- 香港移民及英國餐飲業富商葉煥榮榮獲OBE勳銜；在年初退休的匯豐控股前任行政總裁莊迪暉獲CBE勳銜，是少數獲勳的銀行業人士，大東電報局現任主席理查德·拉普索恩獲封爵士勳銜。中國報新聞網[永久]、BBC （页面存档备份，存于）

## 12月30日
- 伯明翰電台一名主持在聖誕日上批評英女皇聖誕文告內容「沉悶」，並在播放時中途腰斬文告，事後遭台方解約。BBC （页面存档备份，存于）
- 英國政府解封1979年的內部文件，揭發當年首相戴卓爾夫人前赴日本出席峰會時，日方一度建議派出20名空手道女保鑣作隨從，但被戴卓爾拒絕。BBC （页面存档备份，存于）

## 12月29日
- 中國政府在當地上午時份於烏魯木齊以注射方式處死涉嫌運毒的巴基斯坦裔英國公民阿克馬爾·謝赫，在死刑執行前半年，英國政府曾先後十次向中方交涉，希望中方考慮謝赫因為有精神問題而遭毒販嫁禍，對他予以輕判，但被拒絕。英揆白高敦在死刑執行後發表聲明，以強烈措辭譴責事件，外交部傳召中華人民共和國駐英國大使傅瑩表達強烈不滿。BBC （页面存档备份，存于）、泰晤士報 （页面存档备份，存于）
- 有機構最新調查估計，雖然英國經濟有復甦跡象，但失業率在2010年首半年仍會繼續上升，預計失業人口最高會上升至280萬。BBC （页面存档备份，存于）

## 12月28日
- 工黨籍下議院列斯特郡西北選區議員大衛·泰勒與家人外出時心臟病發，送院搶救不治，終年63歲。泰勒自1997年起任下議員，遺下的議席將要以補選填補。BBC （页面存档备份，存于）
- 政府委託私人公司進行的高鐵可行性報告即將提交，消息指報告建議在倫敦市中心興建新高鐵站，貫通英國南北，估計第一段工程最快可於2025年開通。BBC （页面存档备份，存于）

## 12月27日
- 英國各大百貨公司在聖誕旺季銷情暢旺，業績遠高於去年，馬莎百貨及約翰·李維斯百貨在聖誕節後加入割價促銷。BBC （页面存档备份，存于）
- 英國總商會調查顯示，百分之58受訪私人機構計劃在2010年凍薪，另外百分之5計劃來年減薪。商會估計不少僱員要面臨連續第二年凍薪。泰晤士報[]

## 12月26日
- 環境大臣彭浩禮呼籲民眾參與網上聯署支持禁止獵狐，並反對保守黨正部署推翻《狩獵法案》的行動。BBC （页面存档备份，存于）
- 聖誕日在美國底特律發生的尼日利亞恐怖份子企圖引爆航班事件，可能與英國有關，倫敦警方今日到市中心一座住宅大廈搜集證據。BBC （页面存档备份，存于）

## 12月25日
- 英女皇伊利沙伯二世發表聖誕文告，特別向駐伊拉克英軍致意，另外又對經濟不景表達關注。泰晤士報[]、BBC （页面存档备份，存于）
- 坎特伯雷大主教羅恩·威廉斯主持聖誕佈道，特別提到現今社會迫使兒童的成長節奏太快，令到不少青年人感到迷惘。BBC （页面存档备份，存于）

## 12月24日
- 英國全國整體天氣好轉，路政署表示大部份地區交通情況大致暢順，蘇格蘭地區雖然持續降雪，但公路照常開放，全國各地機場及火車服務逐漸重新開放，歐洲之星回復三分之二的服務量。BBC （页面存档备份，存于）
- 有大學團體擔心政府削減英格蘭地區撥款，會嚴重影響當地大學運作。工黨政府在本財政年度曾承諾增撥2億英鎊，但現在又要撤回其中最多1.3億，另長遠要再削減撥款6億。撥款的減少，已導致明年大學要削減10,000個今年才新增的學額。商務大臣文德森勳爵重申，工黨政府保證百分之50中學離校生可升讀大學的承諾不會動搖。BBC （页面存档备份，存于）

## 12月23日
- 停駛多日後，往返英法的歐洲之星列車重開提供有限度服務，但英倫全國仍受風雪影響，各地海陸空交通未恢復正常，皇家郵政估計聖誕郵件未能如常投遞。BBC （页面存档备份，存于）
- 伊拉克聽證會以保持政治中立為理由，決定將英揆白高敦和外相文禮彬的聆訊日子押後到明年大選以後，以免聆訊被利用。但亦有輿論批評聽證會偏袒優待工黨。BBC （页面存档备份，存于）

## 12月22日
- 最新數據顯示，英國7月至9月季度經濟錄得百分之0.2倒退，情況比預期中的百分之0.3理想。BBC （页面存档备份，存于）
- 英國三大電視台BBC、ITV和SKY將各自為三大黨工黨、保守黨和自由民主黨舉辦選舉辯論，為今年大選揭開戰幔。分別在蘇格蘭和威爾斯地方政府執政的蘇格蘭民族黨和威爾斯黨對於不獲邀請參加全國性電視辯論深表不滿，考慮透過法律途徑處理。BBC （页面存档备份，存于）

## 12月21日
- 繼歐洲之星列車暫停服務後，提供列車運載汽車往返英法海峽隧道的歐洲隧道公司，亦以服務飽和為理由暫停服務，英法陸路交通陷入癱瘓。BBC （页面存档备份，存于）
- 上議院最新數據顯示，在2008年4月至2009年3月期間，有103名貴族申領逾50,000英鎊津貼，最多的一位申領了73,804英鎊。BBC （页面存档备份，存于）

## 12月20日
- 在寒冷天氣下，歐洲之星列車繼續停駛，公司現正以無人列車試走英法海峽隧道，調查星期五列車出現故障的成因，現階段未知列車何時恢復服務。BBC （页面存档备份，存于）
- 能源及氣候變化大臣文立彬認為，雖然哥本哈根會議沒有就減排措施達成任何實質協議，但會議達成的草案為環保進程踏出重要一步。BBC （页面存档备份，存于）

## 12月19日
- 受大雪影響，英法海峽隧道電纜故障，五班駛經的歐洲之星列車影響，2,000名乘客一度被困隧道，期間沒有食水供應，原本兩小時往返巴黎和倫敦的車程，因故障延誤成16小時。BBC （页面存档备份，存于）
- 英國國會決定修改現行只有國會開會期間才懸掛國旗的做法，改為全年全天候懸掛國旗，而且國會內的三枝旗桿都會懸掛國旗。BBC （页面存档备份，存于）

## 12月18日
- 高等法院以英航機艙服務員工會有前僱員及非僱員參與罷工投票為理由，裁定英航工會計劃在12月22日開始的12日大罷工違法。英航工會決定會再就罷工投票，但現階段先取消原定的大罷工。BBC （页面存档备份，存于）
- 英格蘭局部地區暴風雪持續，英格蘭東、英格蘭東南、東米德蘭茲和約克郡-亨伯的大雪警報仍未除下，各地交通大受影響，有部份學校停課，局部地區停電。BBC （页面存档备份，存于）、泰晤士報[]

## 12月17日
- 英女皇伊利沙伯二世乘火車前往桑德漢姆別苑，準備與皇室家庭在別苑渡過聖誕，皇夫愛丁堡公爵已先抵達別苑。泰晤士報[]
- 高等法院即將裁決是否禁制英國航空準備在12月22日發起，為期12日的大罷工。BBC （页面存档备份，存于）

## 12月16日
- 英國航空資方願意與工會召開談判，但仍然尋求向法院申請禁制在12月22日開始的12日全國性大罷工。BBC （页面存档备份，存于）
- 在伊拉克戰爭晚期出任副國防參謀長的羅伯特·弗萊爵士（Sir Robert Fry）出席伊拉克聽證會，他表示如果沒有英軍的參與，美國在當地的軍事行動便可能失敗。BBC （页面存档备份，存于）

## 12月15日
- 繼英國航空工會決定在12月22日至明年1月2日的聖誕旺季期間，發起為期12日的全國性罷工後，英航資方正計劃入稟法院申請禁制罷工，罷工一旦成事將對英航構成沉重打擊。BBC （页面存档备份，存于）、BBC （页面存档备份，存于）
- 政府委託的一個獨立調查委員會建議，政府應禁止蘇格蘭議會議員聘請家人工作，防止津貼有機會被濫用。BBC （页面存档备份，存于）

## 12月14日
- 前任刑事檢控專員肯·麥克唐納爵士（Sir Ken MacDonald）在《泰晤士報》撰文，批評前首相貝理雅早前接受BBC專訪時，發表言論認為即使在2003年知道伊拉克沒有大殺傷力武器，仍會決定出兵，麥克唐納指有關言論令人「蒙羞」。BBC （页面存档备份，存于）
- 吉百利管理層發表聲明，再度拒絕卡夫提出的收購計劃。BBC （页面存档备份，存于）

## 12月13日
- 保守黨估計工黨有可能在3月25日提前召開大選。根據規定，大選最遲要在明年6月舉行，外間原先預計大選會在5月6日舉行，但工黨現在有可能趁支持度與保守黨縮窄，而提早舉行大選。BBC （页面存档备份，存于）
- 英揆白高敦對阿富汗展開旋風式訪問，除了探訪駐守當地的英軍，又與阿富汗總統哈米德·卡爾扎伊會面。BBC （页面存档备份，存于）

## 12月12日
- 前首相貝理雅接受BBC訪問，聲言即使當初知道伊拉克沒有大殺傷力武器，仍認為推翻薩達姆·侯賽因政權是正確決定。BBC （页面存档备份，存于）、泰晤士報 （页面存档备份，存于）
- 身兼國防次官的工黨下院議員昆廷·戴維斯（Quentin Davies），否認向下院申領20,700英鎊津貼作維修選區寓所的鐘樓。BBC （页面存档备份，存于）

## 12月11日
- 身在比利時布魯塞爾的英揆白高敦澄清，否認自己越過財相戴理德向財政部施壓，令《先期財政預算案》削減公共開支的力度比原先輕。BBC （页面存档备份，存于）
- 投資評級機構穆迪投資警告，如果英國政府未能在2013年前解決財政赤字問題，英國的AAA信貸評級屆時會被下調。泰晤士報[]

## 12月10日
- 英倫銀行議息後，決定維持利率於百分之0.5的歷史低位。BBC （页面存档备份，存于）
- 司法大臣施仲宏否決公開一份在1997年涉及權力下放的內閣會議紀錄，他表示公開有關機密將違反內閣的集體負責制。BBC （页面存档备份，存于）

## 12月9日
- 財相戴理德在下議院宣讀《先期財政預算案》，重點措施包括公務員在來年面臨減薪百分之一、在2011年起調高國民保險供款比率百分之0.5、以及向部份賺取豐厚花紅的銀行家徵收百分之50暴利稅。戴理德又表示，本年英國經濟的衰退幅度會比原先估計的百分之4.75更差。BBC （页面存档备份，存于）
- 保守黨影子財相喬治·奧斯本以「災難」形容《先期財政預算案》，批評任何人只要年薪高於20,000英鎊，就要負擔更重的稅項，直指工黨失信於民。BBC （页面存档备份，存于）

## 12月8日
- 政府氣候改變委員會通過對希思羅機場第三條跑道擴建計劃的溫室氣體排放評估，認為計劃不會阻礙英國的溫室氣體減排目標。泰晤士報[]
- 下議院批評英國邊境管理局無功受祿，29名高層獲發合共多達29.5萬英鎊花紅。BBC （页面存档备份，存于）

## 12月7日
- 財相戴理德即將於星期三向下院發表《先期財政預算案》，消息指政府將引入暴利稅，為期一年，向賺取極高花紅的銀行家抽重稅，但有會計師認為建議不可行，建議亦遭受銀行界猛烈抨擊。泰晤士報[]、BBC （页面存档备份，存于）
- 英揆白高敦提出多項建議削減政府公共開支，當中包括進一步電子化政府服務、調整公務員薪酬至貼近市場水平、以及將政府辦公室遷離倫敦市中心等等。他預計種種措施在未來四年可合共為政府節省120億英鎊。BBC （页面存档备份，存于）

## 12月6日
- 消息指財相戴理德在下周會宣佈方案，凍結各部門未來三年預算，估計可為政府節省400億英鎊支出。泰晤士報[]
- 英女皇伊利沙伯二世罕有發聲明要求傳媒和「狗仔隊」專重皇室私隱，停止發放皇室私人生活照片。英女皇本月將出發往諾福克郡別苑過聖誕節，屆時當局會採取措施防範傳媒滋擾。BBC （页面存档备份，存于）

## 12月5日
- 丹麥哥本哈根氣候峰會舉行前夕，倫敦有多達40,000人上街遊行，要求各國政府正視全球暖化問題，並在峰會制定有效的減排目標。英揆白高敦與能源及氣候變化大臣文立彬承諾會在峰會上盡力協調各國。BBC （页面存档备份，存于）
- 六名醫生要求政府重新調查2003年國防部武器專家大衛·凱利博士離奇自殺案，宣稱證據顯示凱利博士並非死於自殺。BBC （页面存档备份，存于）

## 12月4日
- 曾參演1962年荷李活電影《碧血長天》的老牌演員李察·托德（Richard Todd）因癌症逝世，終年90歲。BBC （页面存档备份，存于）、泰晤士報 （页面存档备份，存于）
- 由印度財團擁有的英國鋼鐵生產商康力斯（Corus）決定在英國廠房裁減1,500名工人。BBC （页面存档备份，存于）

## 12月3日
- 英揆白高敦在唐寧街10號會見巴基斯坦總理優素福·拉扎·吉拉尼，吉拉尼強調恐怖份子拉登不在巴基斯坦境內。泰晤士報[]
- 商務大臣文德森勳爵接受BBC電台第4台訪問，表示如果自己當初不在政府供職，就會有興趣角逐歐盟外交和安全政策高級代表一職。BBC （页面存档备份，存于）

## 12月2日
- 新任歐盟外交和安全政策高級代表艾嘉蓮女男爵表示自己會盡全力推動歐盟外交工作，她強調自己不會是英國政府在歐盟的延伸。BBC （页面存档备份，存于）
- 英國政府證實，早前乘遊艇誤闖伊朗水域而遭扣查的五名英籍少年，獲伊朗政府獲釋。BBC （页面存档备份，存于）

## 12月1日
- 資深保守黨下院議員高麥克爵士（Sir Patrick Cormack）宣佈不再於明年大選尋求連任。高爵士自1970年起任下議員，是下院在任第二長的保守黨籍議員，至今已有逾超過100名下議員宣佈不會連任。BBC （页面存档备份，存于）
- 伊朗政府證實扣查五名闖入該國水域的英籍少年，外交部表示五人從巴林乘遊艇出發，前往杜拜，展開慈善籌款航行，相信遊艇只是誤闖水域，敦促伊朗放人。而伊朗政府表示，假如查出五人別有惡意企圖，定必處以嚴刑。泰晤士報[]、BBC （页面存档备份，存于）

| 依月份排列新聞動態 |
| \| - 2014年英國：1月 - 2月 - 3月 - 4月 - 5月 - 6月 - 7月 - 8月 - 9月 - 10月 - 11月 - 12月 - 2013年英國：1月 - 2月 - 3月 - 4月 - 5月 - 6月 - 7月 - 8月 - 9月 - 10月 - 11月 - 12月 - 2012年英國：1月 - 2月 - 3月 - 4月 - 5月 - 6月 - 7月 - 8月 - 9月 - 10月 - 11月 - 12月 - 2011年英國：1月 - 2月 - 3月 - 4月 - 5月 - 6月 - 7月 - 8月 - 9月 - 10月 - 11月 - 12月 - 2010年英國：1月 - 2月 - 3月 - 4月 - 5月 - 6月 - 7月 - 8月 - 9月 - 10月 - 11月 - 12月 - 2009年英國：1月 - 2月 - 3月 - 4月 - 5月 - 6月 - 7月 - 8月 - 9月 - 10月 - 11月 - 12月 - 2008年英國：1月 - 2月 - 3月 - 4月 - 5月 - 6月 - 7月 - 8月 - 9月 - 10月 - 11月 - 12月 檢閱 \| |
| - 2014年英國：1月 - 2月 - 3月 - 4月 - 5月 - 6月 - 7月 - 8月 - 9月 - 10月 - 11月 - 12月 - 2013年英國：1月 - 2月 - 3月 - 4月 - 5月 - 6月 - 7月 - 8月 - 9月 - 10月 - 11月 - 12月 - 2012年英國：1月 - 2月 - 3月 - 4月 - 5月 - 6月 - 7月 - 8月 - 9月 - 10月 - 11月 - 12月 - 2011年英國：1月 - 2月 - 3月 - 4月 - 5月 - 6月 - 7月 - 8月 - 9月 - 10月 - 11月 - 12月 - 2010年英國：1月 - 2月 - 3月 - 4月 - 5月 - 6月 - 7月 - 8月 - 9月 - 10月 - 11月 - 12月 - 2009年英國：1月 - 2月 - 3月 - 4月 - 5月 - 6月 - 7月 - 8月 - 9月 - 10月 - 11月 - 12月 - 2008年英國：1月 - 2月 - 3月 - 4月 - 5月 - 6月 - 7月 - 8月 - 9月 - 10月 - 11月 - 12月 檢閱       |